# Żmija bliskowschodnia
Żmija bliskowschodnia (Montivipera xanthina) – gatunek jadowitego węża z podrodziny żmij (Viperinae) w rodzinie żmijowatych (Viperidae). Obszar występowania rozciąga się od północno-wschodniej Grecji po Turcję, przy czym można ją spotkać właściwie tylko w wysokich partiach górskich.

## Opis
Żmija bliskowschodnia ma przeciętną wielkość do jednego metra, osiąga jednak w rzadkich przypadkach maksymalnie od 1,20 do 1,50 m. Samice są często mniejsze i równocześnie bardziej masywne niż samce i mają od 0,70 do 0,90 m. Ciało węża jest niezgrabne i zwęża się w kierunku końca ogona. Głowa węża jest relatywnie duża i jest oddzielona od reszty tułowia przez jej wąską szyję. Tylne rejony głowy są rozszerzone z powodu dużych gruczołów jadowych.
Mogą mieć zabarwienie jasnobrązowe lub jasnosiwe, jak też czerwonawo-beżowe i oliwkowozielone. Na plecach rozciąga się wyraźny, czarny zygzak z jasnym zabarwieniem, posiadający pojedyncze duże plamki w kształcie rombu. Chodzi tu maksymalnie o 30 do 40 pojedynczych plamek. Między rombami znajdują się jedna do dwóch mniejszych pokrywających się ciemnych plam. Na zarys głowy składają się dwie mniejsze oraz dwie wydłużone plamki na jej tylnej części, które mogą przechodzić na grzbietowe zygzaki. Od oczu po część ustną rozciąga się wstążka skroniowa, a bezpośrednio pod okiem znajduje się kolejna bardziej jasna. Oczy mają brązowawą tęczówkę i wąskie, wcięte źrenice. Zabarwienie samców jest często bardziej kontrastowe niż samic. Do tego młode niezależnie od rodzaju są często białe i szare, specyficzne różnice w zabarwieniu rozwijają się wraz z dojrzewaniem płciowym.

## Występowanie
Można je spotkać od północnego wschodu Grecji aż po należącą do Turcji wschodnią Trację i stamtąd dalej w kierunku zachodniej i centralnej Turcji, gdzie ów gatunek jest dosyć pospolity. Dokładne granice występowania nie są do końca określone, przede wszystkim nie ma żadnych danych dotyczących aktywności na wschodnich terenach. Przyjmuje się, że żmija występuje na obszarze turecko-bułgarskim, w samej Bułgarii nie zanotowano jednak dotychczas żadnego osobnika. Poza tym rodzaj ten występuje na różnych wyspach Dodekanez na wschodnim Morzu Egejskim, między innymi na Kos, Simi, Kalimnos, Leros, Lipsi, Patmos, Samos i Samotrace.
Żmija bliskowschodnia trzyma się często kamienistych, wapiennych podłoży i występuje ona wysokości od 0 do 2500 m n.p.m. Preferuje bogate w roślinność siedliska z dużą ilością krzewów. Żyje ona w obszarach leśnych, w których dominują cedry libańskie i sosny alpejskie, także w wysokich lasach mieszanych w greckiej makii, na wilgotnych łąkach, szuwarach jak i na leżących odłogiem terenach rolniczych, w gajach oliwnych oraz przy żwirowych zboczach górskich. Częściej można ją znaleźć w pobliżu wody niż na suchych obszarach.

## Tryb życia

### Aktywność
Aktywność żmii bliskowschodniej jest mocno uzależniona od temperatury zewnętrznej. Jest aktywna przeważnie nocą, przede wszystkim na początku roku i jesienią w słoneczne dni. W zależności od wysokości i klimatu zapada ona w sześciomiesięczny sen zimowy, który zaczyna się między listopadem a grudniem i trwa do marca bądź kwietnia.

### Odżywianie
Spostrzeżenia co do sposobu odżywiania żmii w naturalnym środowisku są bardzo znikome. W niewoli węże odżywiają się małymi ssakami i ptakami. Małe osobniki jedzą poza tym owady i niewielkie jaszczurki. Jak w wypadku wszystkich rodzajów żmij, zwierzęta te mają niekonwencjonalny sposób odżywiania. Poza wspomnianymi małymi ssakami oraz ptakami, węże te według niektórych opisów miałyby także na początku roku i w okresie letnim grabić ptasie gniazda i wspinać się na małe drzewa i krzaki.
Większe ofiary jak myszy i szczury są atakowane jadem i często wypuszczane, a następnie ponownie ścigane, mniejsze zwierzęta żmija trzyma mocno swoimi szczękami, do momentu ich śmierci, a następnie połyka je.

### Rozmnażanie
Informacje co do sposobu odżywiania pochodzą, tak jak w wypadku jej sposobu odżywiania, z jej obserwacji w niewoli. Okres godowy przypada bezpośrednio po przerwie spowodowanej snem zimowym i po pierwszym linieniu się na początku roku. Zaczyna się on od znalezienia partnera i trwającej od 10 do 14 dni walki godowej samców. Przy tym samce próbują zaimponować samicy, podnosząc wysoko górną część ciała (vertical display), przyciskają je przeciw drugiemu konkurentowi i starają się powalić przeciwnika na ziemię (topping). Dopiero po tych rytuałach wstępnych potencjalnych partnerów dochodzi do rozmnażania. Następują one odpowiednio od stycznia do kwietnia, kolejny okres może przypaść na listopad. 
Po trzech, czterech miesiącach samice wydają na świat od 2 do 15 młodych węży. Są one pokryte specjalną skórką jajeczną, którą przebijają zaraz po urodzeniu. Małe mają długość od 18 do 21 cm i ważą od 5,6 do 9,8 gramów. Pierwsze linienie odbywa się od 10 do 21 dni po narodzinach. Dojrzałość płciową węże osiągają po około 2 latach.

### Wrogowie
Żmii bliskowschodniej zagrażają zwierzęta z rzędu szponiastych, sowy, drapieżniki jak i inne gatunki węży. Dokładne wyniki badań w tym zakresie jednak nie zostały przedłożone.